# Hinckley (Illinois)
Pour les articles homonymes, voir Hinckley.
Hinckley est un village du comté de DeKalb dans l'Illinois, aux États-Unis,. Il est incorporé le 22 août 1877.

## Démographie
Lors du recensement de 2010, le village comptait une population de 2 070 habitants. Elle est estimée, en 2016, à 2 057 habitants.

## Source de la traduction
- (en) Cet article est partiellement ou en totalité issu de l’article de Wikipédia en anglais intitulé « Hinckley, Illinois » (voir la liste des auteurs).